# Gene Roddenberry
Eugene Wesley Roddenberry, més conegut com a Gene Roddenberry (El Paso, Texas, Estats Units, 19 d'agost de 1921 - 24 d'octubre de 1991), va ser un guionista i productor de televisió estatunidenc que va crear la sèrie de ciència-ficció i l'univers fictici Star Trek. Nascut a El Paso, Texas, Roddenberry va créixer a Los Angeles, on el seu pare era agent de policia. Roddenberry va volar 89 missions de combat a les Forces Aèries de l'Exèrcit durant la Segona Guerra Mundial i va treballar com a pilot comercial després de la guerra. Més tard, es va unir al Departament de Policia de Los Angeles i va començar a escriure per a televisió.
Com a escriptor autònom, Roddenberry va escriure guions per a Highway Patrol, Have Gun – Will Travel, i altres sèries, abans de crear i produir la seva pròpia sèrie de televisió, The Lieutenant. El 1964, Roddenberry va crear la sèrie original Star Trek, que es va estrenar el 1966 i va durar tres temporades. Després va treballar en projectes que incloïen una sèrie de pilots de televisió fallits. La redifusió de Star Trek va conduir a la seva creixent popularitat, donant lloc als llargmetratges Star Trek, que Roddenberry va continuar produint i assessorant. El 1987, la sèrie seqüela Star Trek: La nova generació va començar a emetre's per televisió en redifusió de primera emissió; Roddenberry va participar en el desenvolupament inicial, però va tenir un paper menys actiu després de la primera temporada a causa de problemes de salut. Va ser assessor de la sèrie fins a la seva mort el 1991.
El 1985, Roddenberry es va convertir en el primer guionista de televisió amb una estrella al Passeig de la Fama de Hollywood. Més tard va ser inclòs al Saló de la Fama de la Ciència Ficció i al Saló de la Fama de l'Acadèmia d'Arts i Ciències de la Televisió. Anys després de la seva mort, Roddenberry va ser un dels primers humans les cendres de les quals van ser portades a l'òrbita terrestre, i en tornar-hi, es van perdre a l'oceà Pacífic. "Star Trek" ha inspirat pel·lícules, llibres, còmics, videojocs i pel·lícules de fans ambientades a l'univers "Star Trek".

## Primers anys de vida i carrera professional

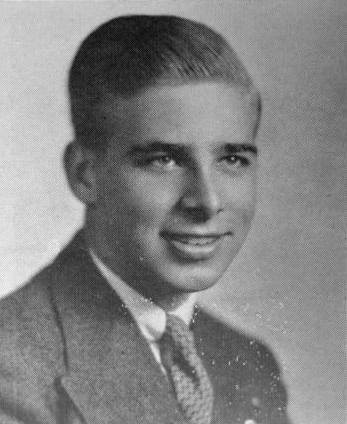
Roddenberry durant el seu últim any d'institut a LA Franklin High (1939)

Gene Roddenberry va néixer el 19 d'agost de 1921 a la casa de lloguer dels seus pares a El Paso, Texas, el fill gran d'Eugene Edward Roddenberry i Caroline "Glen" (de soltera Golemon) Roddenberry. La família es va traslladar a Los Angeles el 1923 després que el pare de Gene aprovés l'examen de servei civil i rebés una comissió de policia allà. Durant la seva infància, Roddenberry estava interessat en la lectura, especialment en revistes pulp, i era fan d'històries com ara John Carter of Mars, Tarzan i la sèrie Skylark de E. E. Smith.
Roddenberry es va especialitzar en ciències policials al Los Angeles City College, on va començar a sortir amb Eileen-Anita Rexroat i es va interessar per l'enginyeria aeronàutica. Va obtenir una llicència de pilot a través del Programa de Formació de Pilots Civils patrocinat pel Cos Aeri de l'Exèrcit dels Estats Units. Es va allistar a l'USAAC el 18 de desembre de 1941 i es va casar amb Eileen el 13 de juny de 1942. He graduated from the USAAC on August 5, 1942, Es va graduar a l'USAAC el 5 d'agost de 1942, quan va ser nomenat sotstinent.
Va ser destinat a Bellows Field, Oahu, per unir-se al 394è Esquadró de Bombardeig, 5è Grup de Bombardeig, de la Tretzena Força Aèria, que pilotava el Boeing B-17 Flying Fortress.
El 2 d'agost de 1943, mentre pilotava el B-17E-BO, 41-2463, "Yankee Doodle", des d'Espiritu Santo, l'avió que pilotava Roddenberry va sobrepassar la pista per 150 metres i es va estavellar contra els arbres, aixafant-li el morro i provocant un incendi, a més de matar dos homes: el sergent bombarder John P. Kruger i el tinent navegador Talbert H. Woolam. L'informe oficial va absoldre Roddenberry de qualsevol responsabilitat. Roddenberry va passar la resta de la seva carrera militar als Estats Units i va volar per tot el país com a investigador d'accidents aeris. Va estar involucrat en un segon accident aeri, aquesta vegada com a passatger. Va ser guardonat amb la Creu de Vol Distingit i la Medalla de l'Aire.
El 1945, Roddenberry va començar a volar per a Pan American World Airways, incloent-hi rutes de Nova York a Johannesburg o Calcuta, les dues rutes més llargues de Pan Am en aquell moment. Registrat com a resident de River Edge (Nova Jersey), va experimentar el seu tercer accident mentre era al Clipper Eclipse el 18 de juny de 1947. L'avió es va estavellar al desert de Síria, i Roddenberry, que va assumir el control com a oficial de vol més alt, va patir dues costelles trencades però va poder arrossegar els passatgers ferits fora de l'avió en flames i va dirigir el grup a buscar ajuda. Catorze (o quinze) persones van morir en l'accident; onze passatgers van necessitar tractament hospitalari (inclòs Bishnu Charan Ghosh), i vuit van resultar il·lesos. Roddenberry va dimitir de Pan Am el 15 de maig de 1948 i va decidir perseguir el seu somni d'escriure, especialment per al nou mitjà de la televisió.
Roddenberry va sol·licitar un lloc de treball al Departament de Policia de Los Angeles el 10 de gener de 1949, i va passar els seus primers setze mesos a la divisió de trànsit abans de ser transferit a la unitat de diaris. Això es va convertir en la Divisió d'Informació Pública, i Roddenberry es va convertir en el redactor de discursos del cap de policia. En aquest càrrec, també es va convertir en l'enllaç de la policia de Los Angeles amb la popular sèrie de televisió Dragnet, proporcionant assessors tècnics per a episodis específics. Va fer els seus primers guions televisius per a la sèrie, reduint casos reals a tractaments de pantalla curts que serien desenvolupats en guions complets per l'equip de guionistes de Jack Webb; va dividir els honoraris amb els agents que van investigar el cas real. Aleshores es va convertir en assessor tècnic d'una nova versió televisiva de Mr. District Attorney, cosa que el va portar a escriure per a la sèrie sota el seu pseudònim "Robert Wesley". Va començar a col·laborar amb Ziv Television Programs i va continuar venent guions a Mr. District Attorney, a més de Highway Patrol de Ziv. A principis de 1956, va vendre dues idees per a la història de  I Led Three Lives, i va descobrir que cada cop li era més difícil ser escriptor i policia. El 7 de juny de 1956, va dimitir del cos policial per concentrar-se en la seva carrera d'escriptor.

## Carrera com a escriptor i productor a temps complet

### Inicis de la seva carrera
Roddenberry va ser ascendit a guionista principal de The West Point Story i va escriure deu guions per a la primera temporada, aproximadament un terç del total d'episodis. Mentre treballava per a Ziv, el 1956, va proposar una sèrie a CBS ambientada a bord d'un creuer, Hawaii Passage,però no s'ho van creure, ja que volia convertir-se en productor i tenir el control creatiu total. Va escriure un altre guió per a la sèrie de Ziv Harbourmaster titulada "Coastal Security" i va signar un contracte amb l'empresa per desenvolupar un programa anomenat Junior Executive amb Quinn Martin. No va sortir res de la sèrie.

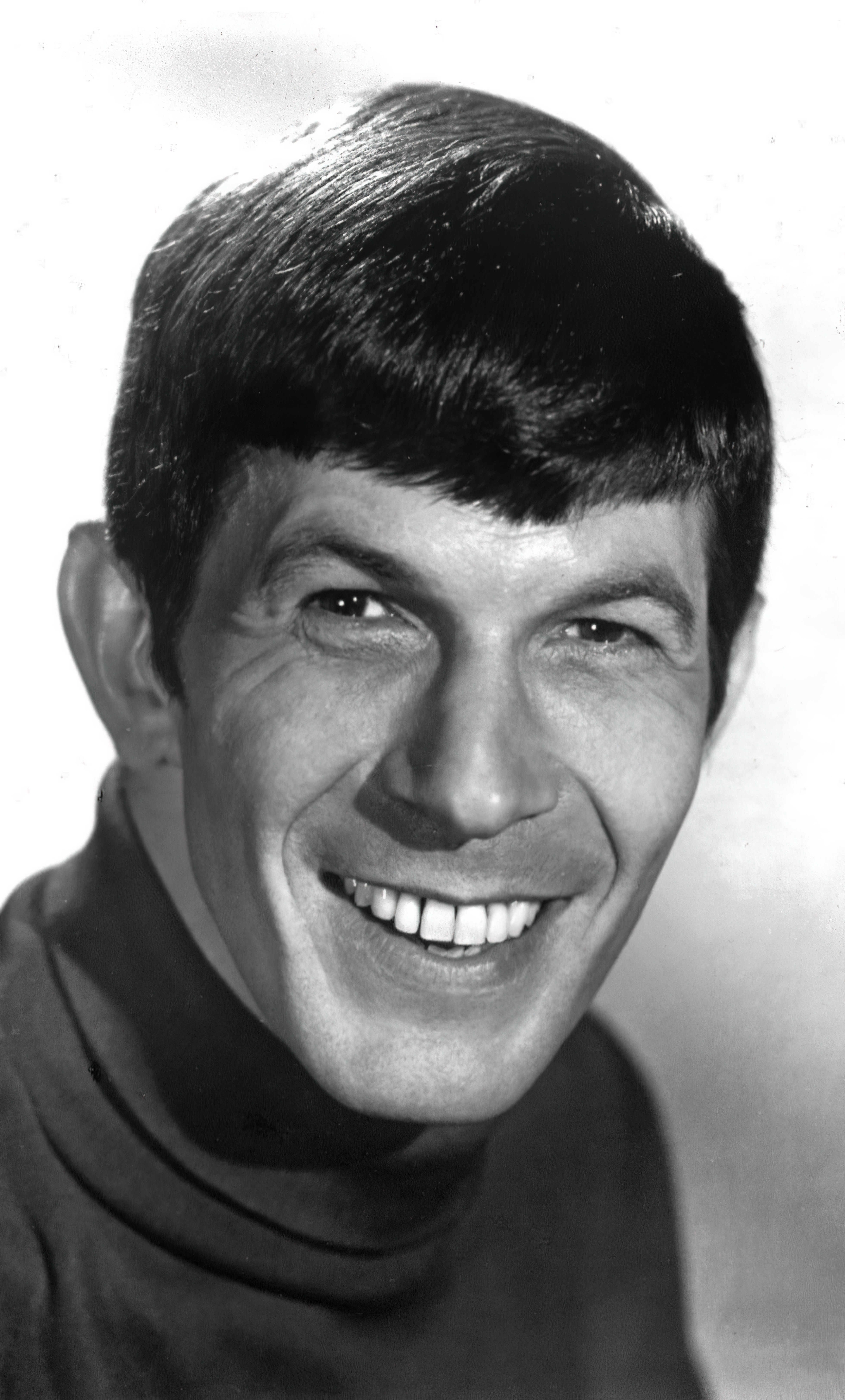
Leonard Nimoy va treballar per primera vegada amb Roddenberry a The Lieutenant.

Va escriure guions per a diverses altres sèries durant els seus primers anys com a escriptor professional, com ara The Jane Wyman Show, Bat Masterson i Jefferson Drum. L'episodi de Roddenberry de la sèrie Have Gun – Will Travel, "Helen of Abajinian", va guanyar el premi Writers Guild of America a la millor obra de televisió el 1958. També va continuar creant sèries pròpies, incloent-hi una sèrie basada en un agent de Lloyd's of London anomenada "The Man from Lloyds". Va proposar una sèrie policial anomenada "Footbeat" a CBS, Hollis Productions i Screen Gems. Gairebé va entrar a la programació de diumenge a la nit d'ABC, però van optar per emetre només sèries de western aquella nit.
A Roddenberry li van demanar que escrivís una sèrie anomenada "Riverboat", ambientada a Mississipí a la dècada de 1860. Quan va descobrir que els productors no volien gent negra al programa, va discutir tant amb ells que va perdre la feina. També va considerar traslladar-se a Anglaterra per aquesta època, ja que Lew Grade  volia que Roddenberry desenvolupés sèries i creés la seva pròpia productora. Tot i que no es va traslladar, va aprofitar l'acord per aconseguir un contracte amb Screen Gems que incloïa 100.000 dòlars garantits, i es va convertir en productor per primera vegada en un reemplaçament d'estiu per a The Tennessee Ernie Ford Show titulat Wrangler.
Screen Gems va donar suport al primer intent de Roddenberry de crear un pilot. La seva sèrie, The Wild Blue, va arribar a pilot, però no va ser escollida. Els tres personatges principals tenien noms que més tard van aparèixer a la sèrie "Star Trek": Philip Pike, Edward Jellicoe i James T. Irvine. Mentre treballava a Screen Gems, una actriu, nova a Hollywood, li va escriure demanant una reunió. Ràpidament es van fer amics i es trobaven cada pocs mesos; la dona era Majel Leigh Hudec, més tard coneguda com a Majel Barrett. Va crear un segon pilot anomenat "333 Montgomery" sobre un advocat, interpretat per DeForest Kelley. No va ser escollida per la cadena, però més tard es va reescriure com una nova sèrie anomenada "Defiance County". La seva carrera amb Screen Gems va acabar a finals de 1961, i poc després, va tenir problemes amb el seu vell amic Erle Stanley Gardner. El creador de "Perry Mason" va afirmar que "Defiance County" havia copiat el seu personatge Doug Selby. Els dos guionistes es van barallar per correu i van deixar de contactar-se, tot i que "Defiance County" mai va passar de la fase pilot. El projecte finalment va acabar com la sèrie de la NBC "Sam Benedict" amb Edmond O'Brien en el paper principal, produïda per MGM. E. Jack Neuman es va atribuir el mèrit del creador; afirmant que el personatge estava basat en l'advocat real de San Francisco Jake Ehrlich.
El 1961, va acceptar aparèixer en un anunci de MONY (Mutual of New York) sempre que tingués l'aprovació final. Amb els diners de Screen Gems i altres treballs, ell i Eileen es van mudar al número 539 de South Beverly Glen, a prop de Beverly Hills. Va discutir una idea sobre una tripulació multiètnica en un dirigible viatjant pel món, basada en la pel·lícula Master of the World (1961), amb el seu company escriptor Christopher Knopf a MGM. Com que el moment no era adequat per a la ciència-ficció, va començar a treballar en The Lieutenant per a Arena Productions. Això va arribar a la programació de dissabte a la nit de la NBC a les 19:30 i es va estrenar el 14 de setembre de 1963. El programa va establir un nou rècord d'audiència per a la franja horària. Roddenberry va treballar amb diversos membres del repartiment i equips que més tard s'unirien a ell a "Star Trek", incloent-hi Gene L. Coon, l'estrella Gary Lockwood, Joe D'Agosta, Leonard Nimoy, Nichelle Nichols i Majel Barrett.
"The Lieutenant" es va produir amb la col·laboració del Pentàgon, que els va permetre filmar en una base real dels Marines. Durant la producció de la sèrie, Roddenberry es va enfrontar regularment amb el Departament de Defensa sobre possibles trames. El departament va retirar el seu suport després que Roddenberry continués amb una trama titulada "To Set It Right" en què un home blanc i un de negre troben una causa comuna en els seus papers com a marines. "To Set It Right" va ser la primera vegada que va treballar amb Nichols, i va ser el seu primer paper televisiu. L'episodi s'ha conservat al Paley Center for Media a la ciutat de Nova York. La sèrie no es va renovar després de la seva primera temporada. Roddenberry ja estava treballant en una nova idea per a una sèrie. Això incloïa la ubicació de la seva nau de "Hawaii Passage" i afegia un personatge d'Horatio Hornblower, a més de la tripulació multiracial de la seva idea del dirigible. Va decidir escriure-ho com a ciència-ficció, i l'11 de març de 1964, va preparar una presentació de 16 pàgines. El 24 d'abril, va enviar tres còpies i dos dòlars al Sindicat de Guionistes dels Estats Units per registrar la seva sèrie. La va anomenar Star Trek.

### Star Trek
Quan Roddenberry va proposar "Star Trek" a MGM, va ser rebut amb entusiasme, però no es va fer cap oferta. Després va anar a Desilu Productions, però en lloc de rebre un contracte d'un sol guió, va ser contractat com a productor i se li va permetre treballar en els seus propis projectes. El seu primer va ser un pilot de mitja hora anomenat "Police Story" (no s'ha de confondre amb la sèrie antològica creada per Joseph Wambaugh), que no va ser acceptada per les cadenes. Com que no havia venut cap pilot en cinc anys, Desilu tenia dificultats financeres; el seu únic èxit va ser "The Lucy Show". Roddenberry va portar la idea de Star Trek a Oscar Katz, cap de programació, i el duet va començar immediatament a treballar en un pla per vendre la sèrie a les cadenes. Ho van portar a la CBS, que finalment ho va rebutjar. Més tard, el duet va saber que la CBS estava impacient per saber més sobre Star Trek perquè tenia una sèrie de ciència-ficció en desenvolupament: Lost in Space. Roddenberry i Katz van portar la idea a Mort Werner a la NBC, aquesta vegada minimitzant els elements de ciència-ficció i destacant els vincles amb Gunsmoke i Wagon Train. La cadena va finançar tres idees per a històries i va seleccionar "El zoo", que més tard es va conèixer com a "La gàbia", per convertir-la en un pilot. (Els altres dos es van convertir més tard en episodis de la sèrie.) Mentre que la major part dels diners per al pilot van venir de la NBC, la resta de costos van ser coberts per Desilu. Roddenberry va contractar Dorothy Fontana, més coneguda com a D. C. Fontana, com a assistent. Havien treballat junts anteriorment a The Lieutenant, i ella tenia vuit crèdits de guió al seu nom.

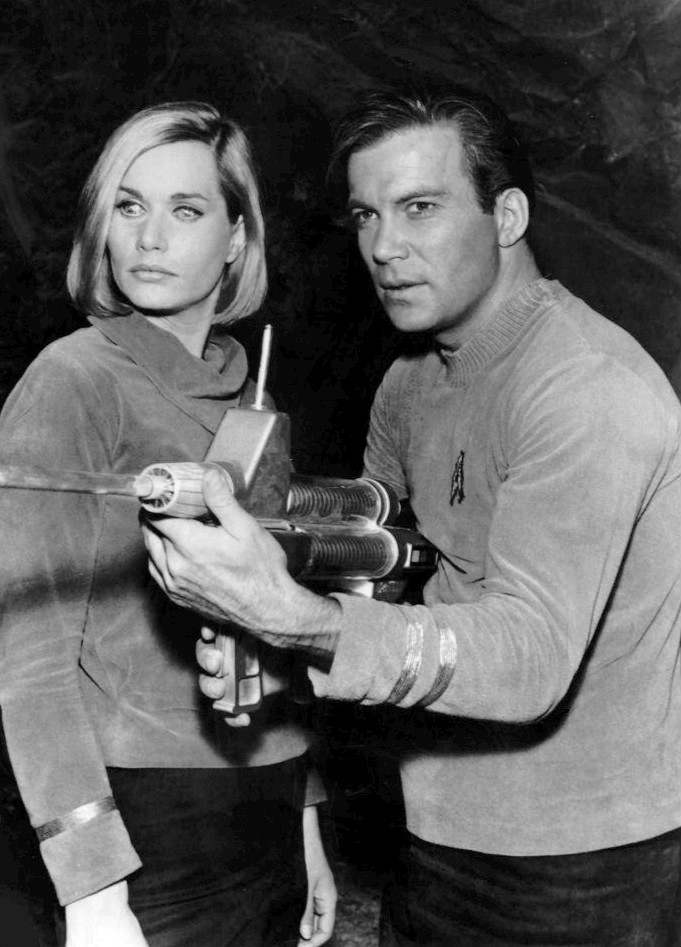
William Shatner i Sally Kellerman, a "On no ha anat mai cap home", el segon pilot de Star Trek

Roddenberry i Barrett havien començat una aventura als primers dies de «Star Trek», i ell va escriure específicament el paper del personatge Número u al pilot pensant en ella; No es va considerar cap altra actriu per al paper. Barrett va suggerir Nimoy per al paper de Spock. Havia treballat tant amb Roddenberry com amb Barrett a "The Lieutenant", i un cop Roddenberry va recordar els trets prims de l'actor, no va considerar ningú més per al paper. La resta del repartiment es va formar; el rodatge va començar el 27 de novembre de 1964 i es va completar l'11 de desembre. Després de la postproducció, l'episodi es va mostrar als executius de la NBC, i es rumorejava que "Star Trek" s'emetria a les 20:00 els divendres a la nit. L'episodi no va aconseguir impressionar el públic de prova, i després que els executius dubtessin, Katz va oferir fer un segon pilot. El 26 de març de 1965, la NBC va encarregar un nou episodi.
Roddenberry va desenvolupar diversos guions possibles, incloent-hi "Les dones d'en Mudd", "La glòria d'Omega", i amb l'ajuda de Samuel A. Peeples, "On no ha anat mai cap home". La NBC va seleccionar l'últim, cosa que va donar lloc a rumors posteriors que Peeples havia creat "Star Trek", cosa que ell sempre va negar. Roddenberry estava decidit a fer que l'equip fos racialment divers, cosa que va impressionar l'actor George Takei quan va venir a la seva audició. L'episodi va entrar en producció el 15 de juliol de 1965 i es va completar a un cost aproximat de la meitat de "La gàbia", ja que els decorats ja estaven construïts. Roddenberry va treballar en diversos projectes durant la resta de l'any. Al desembre, va decidir escriure la lletra del tema de "Star Trek"; això va enfurismar el compositor del tema, Alexander Courage, ja que significava que els drets d'autor es dividirien entre ells. El febrer de 1966, la NBC va informar a Desilu que compraven "Star Trek" i que s'inclouria a la programació televisiva de la tardor de 1966.
El 24 de maig, el primer episodi de la sèrie "Star Trek" va entrar en producció; Desilu va rebre un contracte per lliurar 13 episodis. Cinc dies abans de la primera emissió, Roddenberry va aparèixer a la 24a Convenció Mundial de Ciència Ficció i va fer una preestrena de "On no ha anat mai cap home". Després d’emetre l'episodi va rebre una ovació dempeus. El primer episodi que es va emetre a la NBC va ser "El parany home", el 8 de setembre de 1966, a les 20:00. Roddenberry es va preocupar immediatament pels baixos índexs d'audiència de la sèrie i va escriure a Harlan Ellison per preguntar-li si podia utilitzar el seu nom en cartes a la cadena per salvar la sèrie. Com que no volia perdre una font potencial d'ingressos, Ellison va acceptar i també va buscar l'ajuda d'altres guionistes que també volien evitar perdre possibles ingressos. Roddenberry es va cartejar amb l'escriptor de ciència-ficció Isaac Asimov sobre com abordar el problema de la creixent popularitat de Spock i la possibilitat que el seu personatge eclipsés Kirk. Asimov va suggerir que Kirk i Spock treballessin junts com un equip "perquè la gent pensés en Kirk quan pensa en Spock". La sèrie va ser renovada per la NBC, primer per una temporada completa i després per una segona temporada. Un article del Chicago Tribune va citar executius de l'estudi afirmant que la campanya d'escriptura de cartes s'havia malgastat perquè ja havien planejat renovar Star Trek.

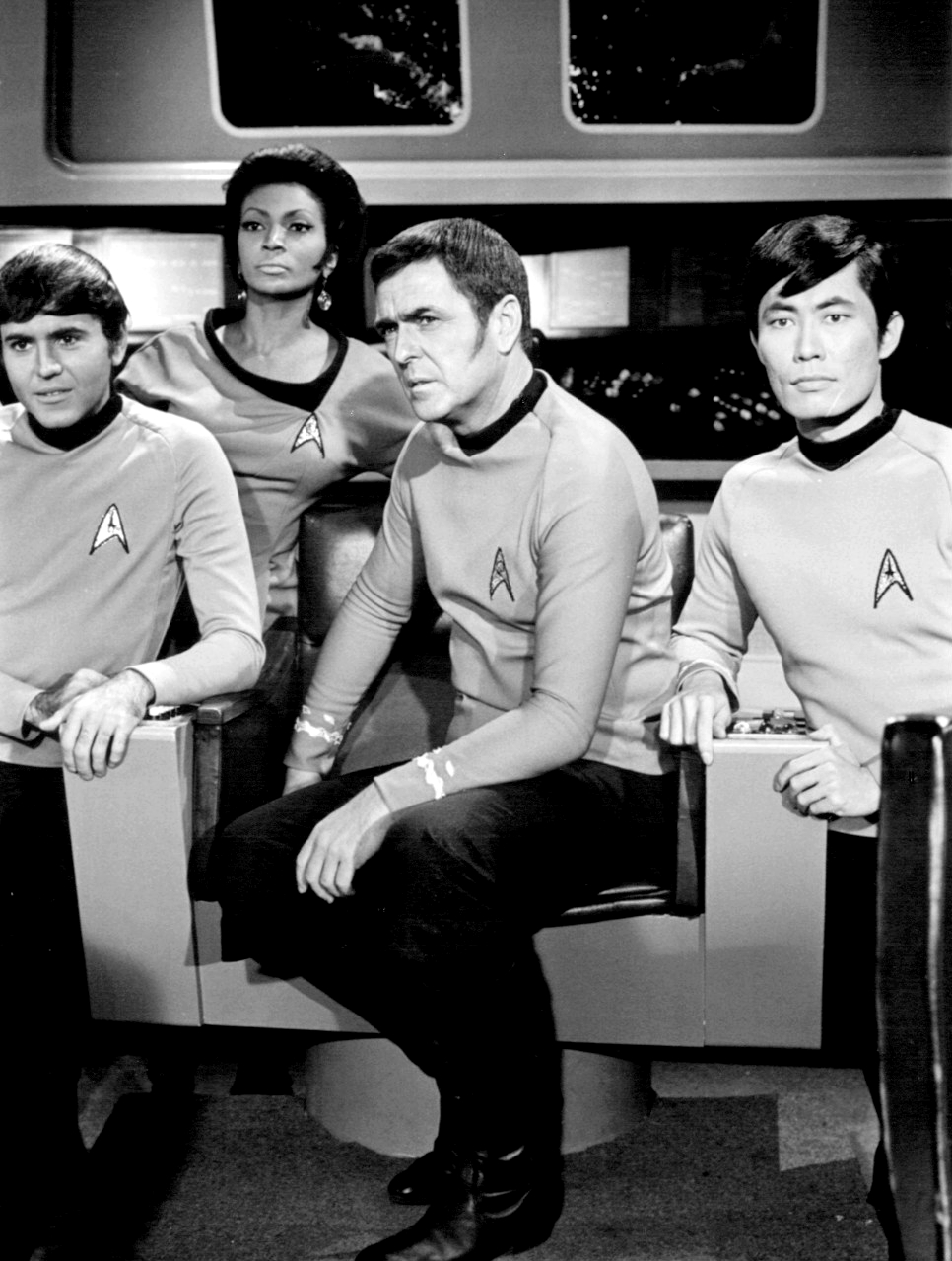
Alguns dels actors principals de Star Trek durant la tercera temporada

Roddenberry sovint reescrivia els guions presentats, tot i que no sempre se'n atribuia el mèrit. Roddenberry i Ellison es van barallar per "La ciutat a la frontera del futur" després que Roddenberry reescrivís el guió d'Ellison per fer-lo econòmicament viable de filmar i utilitzable per al context de la sèrie. Fins i tot el seu amic íntim Don Ingalls va fer modificar dràsticament el guió de "Una petita guerra privada", i, com a resultat, Ingalls va declarar que només apareixeria als crèdits amb el pseudònim "Jud Crucis" (un joc de paraules amb "Jesucrist"), afirmant que havia estat crucificat mitjançant el procés. La reescriptura de Roddenberry de "El zoo", basada en metratge rodat originalment per a "La gàbia", va resultar en una audiència d'arbitratge del Sindicat de Guionistes. El Sindicat va fallar a favor seu sobre John D. F. Black, el denunciant. El guió va guanyar un Premi Hugo, però el consell de premis va oblidar informar Roddenberry, que ho va descobrir a través de correspondència amb Asimov.
Quan la segona temporada s'acostava a la seva fi, Roddenberry va tornar a afrontar l'amenaça de cancel·lació. Va demanar ajuda a Asimov, i fins i tot va animar una marxa de protesta dirigida per estudiants a la NBC. El 8 de gener de 1968, mil estudiants de 20 escoles van marxar cap a l'estudi. Roddenberry va començar a comunicar-se amb el fan de "Star Trek" Bjo Trimble, que va liderar una campanya d'escriptura de fans per salvar la sèrie. Trimble va assenyalar més tard que aquesta campanya d'escriptura als fans que havien escrit a Desilu sobre la sèrie, instant-los a escriure a la NBC, havia creat un fandom de "Star Trek" organitzat. La cadena rebia al voltant de 6.000 cartes a la setmana de fans que li demanaven que renovés la sèrie. L'1 de març de 1968, la NBC va anunciar en antena, al final de "La glòria d’Omega", que Star Trek tornaria per a una tercera temporada.
Inicialment, la cadena havia planejat situar Star Trek a la franja horària de dilluns a la nit de les 19:30, alliberada per The Man from U.N.C.L.E. completant la seva emissió. Això hauria significat que Rowan & Martin's Laugh-In havia de començar mitja hora més tard (passant de 21:00 a 21:30). El poderós productor de "Laugh-In" George Schlatter es va oposar a què el seu programa, d'alta qualificació, cedís el seu espai al mal valorat "Star Trek". En canvi, "Laugh-In" va conservar l'espai i "Star Trek" es va traslladar a les 22:00 dels divendres. En adonar-se que la sèrie no podria sobreviure en aquella franja horària i esgotat per les discussions amb la cadena, Roddenberry va dimitir de la direcció diària de "Star Trek", tot i que va continuar sent acreditat com a productor executiu. Roddenberry va cooperar amb Stephen Edward Poe, escrivint com a Stephen Whitfield, en el llibre de no-ficció de 1968 The Making of Star Trek per a Ballantine Books, repartint els drets d'autor a parts iguals. Roddenberry va explicar a Whitfield: "Havia d'aconseguir diners d'algun lloc. Segur que no els obtindré dels beneficis de Star Trek". Herbert Solow i Robert H. Justman van observar que Whitfield mai es va penedir del seu acord 50-50 amb Roddenberry, ja que li va donar "l'oportunitat de convertir-se en el primer cronista de les sèries d'èxit i fracàs de la televisió". Whitfield havia estat anteriorment el director nacional de publicitat i promoció dels fabricants de maquetes Aluminum Model Toys, més coneguts com a "AMT", que aleshores tenia la llicència de Star Trek, i es va traslladar a dirigir Lincoln Enterprises, l'empresa de Roddenberry creada per vendre els marxandatge de la sèrie.
Després d'haver deixat de banda la majoria de les seves funcions de Star Trek, Roddenberry va intentar crear una pel·lícula basada en "Jo, Robot" d'Asimov i també va començar a treballar en un guió de Tarzan per a National General Pictures. Després de sol·licitar inicialment un pressupost de 2 milions de dòlars i ser rebutjat, Roddenberry va fer retallades per reduir els costos a 1,2 milions de dòlars. Quan va saber que només els oferien 700.000 dòlars per rodar la pel·lícula, que en aquell moment s'anomenava telefilm, va cancel·lar l'acord. La NBC va anunciar la cancel·lació de Star Trek el febrer de 1969. Una campanya de cartes similar, però molt més petita, va seguir a la notícia de la cancel·lació. A causa de la manera com es va vendre la sèrie a la NBC, va deixar la productora amb un deute de 4,7 milions de dòlars. L'últim episodi de Star Trek es va emetre 47 dies abans que Neil Armstrong trepitgés la lluna com a part de la missió Apollo 11, i Roddenberry va declarar que no tornaria a escriure per a televisió mai més.

### Projectes dels anys 70

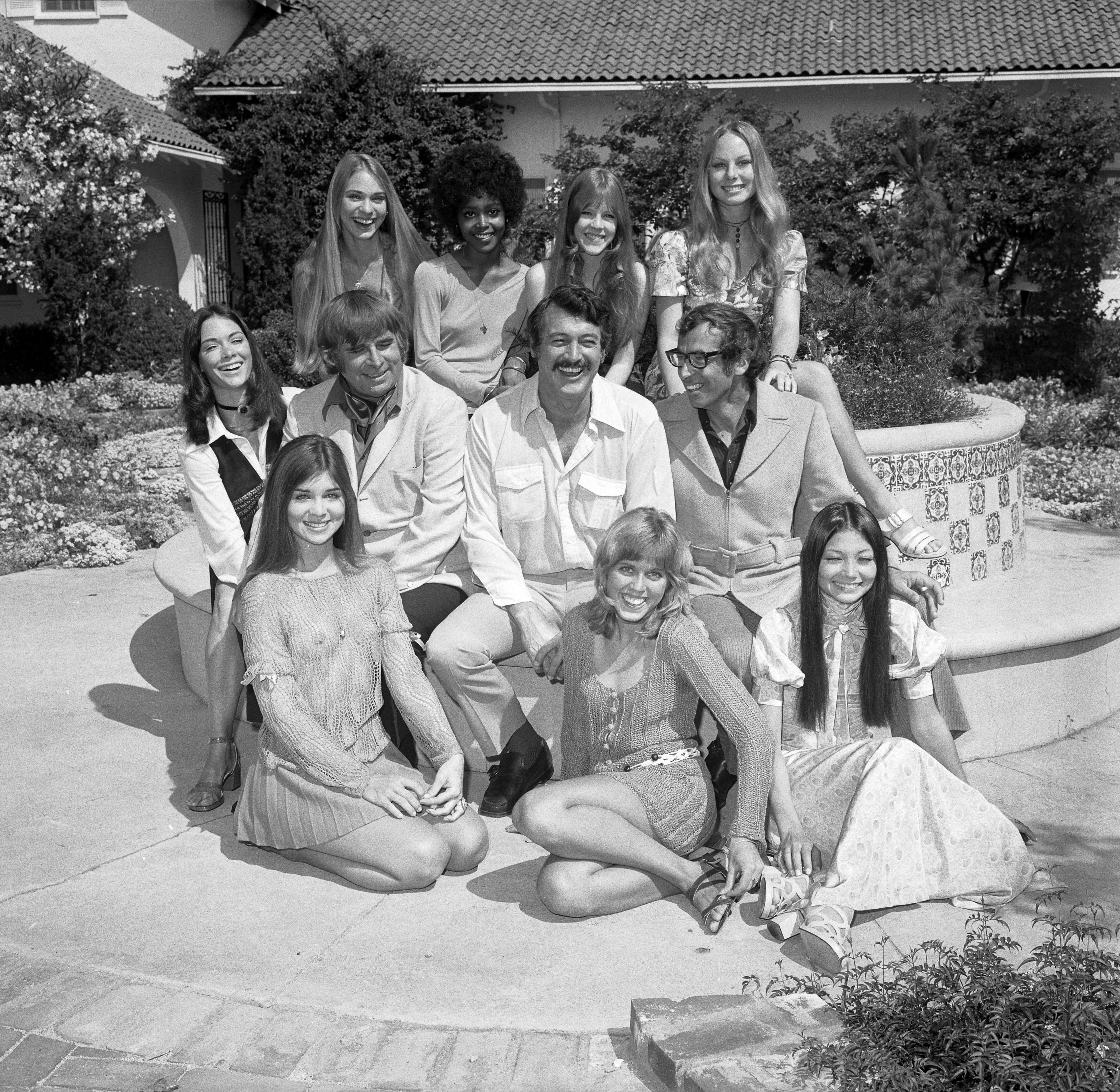
Repartiment de Pretty Maids All in a Row (d'esquerra a dreta): (fila davantera) June Fairchild, Joy Bang, Aimee Eccles; (fila central) Joanna Cameron, Gene Roddenberry, Rock Hudson, Roger Vadim; (fila posterior) Margaret Markov, Brenda Sykes, Diane Sherry, Gretchen Burrell

Després de la cancel·lació de Star Trek, Roddenberry es va sentir encasellat com a productor de ciència-ficció, malgrat la seva experiència en westerns i històries policíaques. Més tard va descriure el període dient: "Els meus somnis s'estaven debilitant perquè no vaig poder aconseguir feina després que es cancel·lés la sèrie original". Sentia que era "percebut com el noi que va fer la sèrie que va ser un fracàs car". Roddenberry havia venut la seva participació a Star Trek a Paramount Studios a canvi d'un terç dels beneficis, però això no va resultar en cap guany financer ràpid; l'estudi encara afirmava que la sèrie tenia pèrdues de 500.000 dòlars el 1982.
Va escriure i produir Pretty Maids All in a Row (1971), una pel·lícula desexplotació dirigida per Roger Vadim per a MGM. El repartiment incloïa Rock Hudson, Angie Dickinson, Telly Savalas i Roddy McDowall juntament amb l'actor habitual de Star Trek James Doohan i la destacada estrella convidada William Campbell, que havia aparegut a "El senyor de Gothos" i "El problema dels tribbles". Variety no es va impressionar: "Sigui quina sigui la substància que hi havia a la [novel·la de Francis Pollini] original o al concepte de la pantalla, s'ha llaurat per sota, deixant només resultats superficials, d'un sol acudit". Herbert Solow havia donat l'obra a Roddenberry com a favor, pagant-li 100.000 dòlars pel guió.

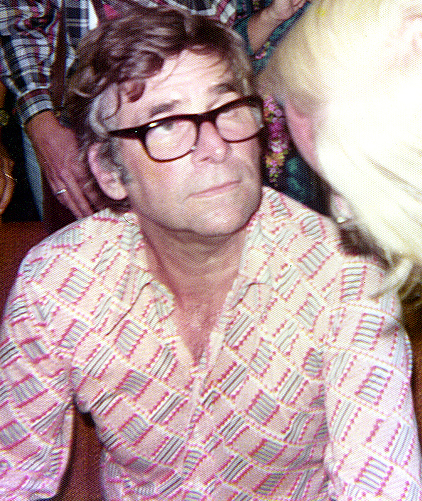
Roddenberry en una convenció de Star Trek el 1976

Enfrontat a una hipoteca i una obligació de pensió alimentària de 2.000 dòlars mensuals com a resultat del seu divorci de 1969, va contractar un agent literari (amb l'ajuda del seu amic Arthur C. Clarke) i va començar a guanyar-se la vida principalment programant aparicions a universitats i convencions de ciència-ficció. Aquestes presentacions incloïen normalment projeccions de "La gàbia" i vídeos de la producció de Star Trek.
Les convencions van començar a generar suport dels fans per recuperar Star Trek, cosa que va portar TV Guide a descriure-la, el 1972, com "l'espectacle que no morirà".
El 1972 i el 1973, Roddenberry va tornar a la ciència ficció, venent idees per a quatre noves sèries a diverses cadenes. La sèrie Genesis II de Roddenberry estava ambientada en una Terra postapocalíptica. Havia esperat recrear l'èxit de Star Trek sense "fer una altra sèrie de viatges espacials". Va crear una guia d'escriptura de 45 pàgines i va proposar diverses idees d'història basades en el concepte que les bosses de civilització havien regressat a èpoques passades o havien canviat completament. El pilot es va emetre com a pel·lícula per a televisió el març de 1973, establint nous rècords per a la Pel·lícula de la setmana del dijous a la nit. Es va demanar a Roddenberry que produís quatre guions més per a episodis, però abans que la producció pogués començar de nou, la CBS va emetre la pel·lícula El planeta dels simis. Va ser vista per una audiència encara més gran que Genesis II. La CBS va descartar Genesis II i la va substituir per una sèrie de televisió basada en la pel·lícula; els resultats van ser desastrosos des del punt de vista de l'audiència, i Planet of the Apes es va cancel·lar després de 14 episodis.
El projecte The Questor Tapes el va reunir amb el seu col·laborador de Star Trek Gene L. Coon, que tenia mala salut. La NBC va encarregar 16 episodis i va programar provisionalment que la sèrie seguís The Rockford Files els divendres a la nit; el pilot es va estrenar el 23 de gener de 1974, amb una resposta crítica positiva, però Roddenberry es va resistir als canvis substancials sol·licitats per la cadena i va abandonar el projecte, cosa que va provocar la seva cancel·lació immediata. Durant el 1974, Roddenberry va reelaborar el concepte de Genesis II com a segon pilot, Planet Earth, per a la cadena rival ABC, amb resultats similars no gaire reeixits. El pilot es va emetre el 23 d'abril de 1974. Mentre que Roddenberry volia crear alguna cosa que pogués existir en el futur, la cadena volia dones estereotipades de ciència-ficció i no va estar contenta quan això no es va aconseguir. Roddenberry no va participar en una tercera reelaboració del material per part d'ABC que va produir Strange New World.Va començar a desenvolupar MAGNA I, una sèrie de ciència-ficció submarina, per a 20th Century Fox Television. Quan es va acabar el treball en el guió, però, els que havien aprovat el projecte havien deixat la Fox i els seus substituts no estaven interessats en el projecte. Un destí similar va patir Tribunes, una sèrie policíaca de ciència-ficció, que Roddenberry va intentar engegar entre 1973 i 1977. Va abandonar després de quatre anys; la sèrie ni tan sols va arribar a la fase pilot.
El 1974, John Whitmore va pagar a Roddenberry 25.000 dòlars per escriure un guió anomenat The Nine. Pensat per tractar sobre la investigació parapsicològica d'Andrija Puharich, va evolucionar cap a una exploració franca de les seves experiències intentant guanyar-se la vida assistint a convencions de ciència-ficció. En aquell moment, va estar a punt de perdre la casa per manca d'ingressos. El pilot Spectre, l'intent de Roddenberry de 1977 de crear un duo de detectius ocults similar a Sherlock Holmes i Dr. Watson, es va estrenar com a pel·lícula per a la televisió als Estats Units i va tenir una estrena limitada als cinemes del Regne Unit.

### Renaixement deStar Trek

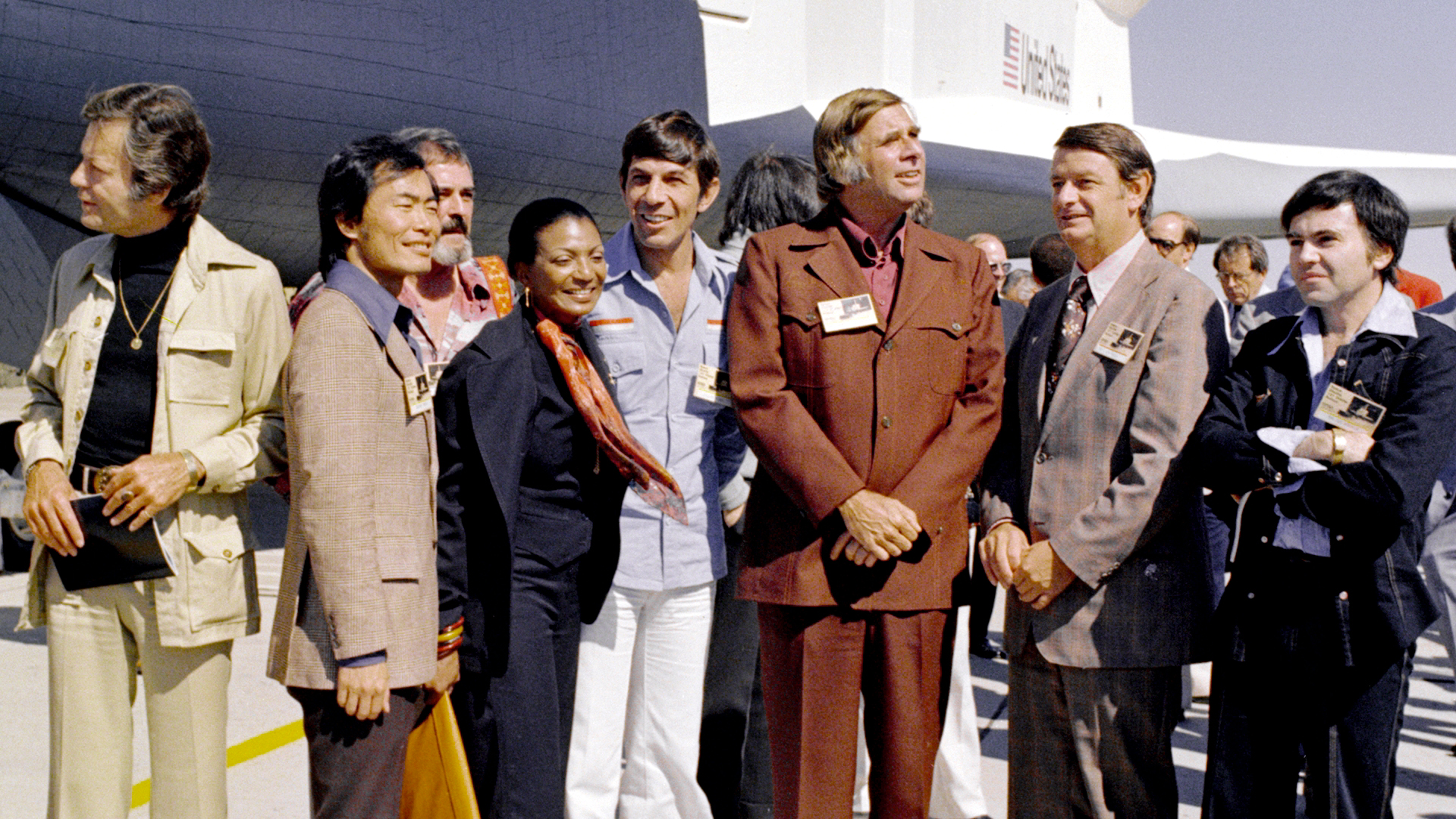
Roddenberry (tercer per la dreta) el 1976 amb la major part del repartiment de Star Trek al llançament del Transbordador espacial Enterprise a la planta de Rockwell International a Palmdale (Califòrnia).

A principis dels anys setanta, Roddenberry no va poder comprar tots els drets de Star Trek per 150.000 dòlars a Paramount. Lou Scheimer es va posar en contacte amb Paramount el 1973 per crear una sèrie animada de Star Trek. Acreditat com a "consultor executiu" i cobrant 2.500 dòlars per episodi, Roddenberry va obtenir el control creatiu total de Star Trek: La sèrie animada. Tot i que va llegir tots els guions i "de vegades [hi afegia] tocs propis", va renunciar a la major part de la seva autoritat a la showrunner/productor associat de facto D. C. Fontana.
Roddenberry va tenir algunes dificultats amb el repartiment. Per estalviar diners, va intentar no contractar George Takei i Nichelle Nichols. Va oblidar informar Leonard Nimoy d'això i, en canvi, per aconseguir que s'hi unís, li va dir que era l'únic membre del repartiment principal que no tornava. Després que Nimoy descobrís l'engany, va exigir que Takei i Nichols interpretessin Sulu i Uhura quan els seus personatges apareguessin a la pantalla; Roddenberry va acceptar. Li havien promès cinc temporades completes de la nova sèrie, però finalment només se'n va produir una i mitja.
Un suport vehement dels fans (6.000 persones van assistir a la segona convenció de "Star Trek" de Nova York el 1973 i 15.000 el 1974, eclipsant el grup més establert d'aproximadament 3.600 fans i professionals de la indústria que van assistir a la 32a Convenció Mundial de Ciència Ficció a Washington, D.C. el 1974) va portar a Paramount a contractar Roddenberry per crear i produir un llargmetratge basat en la franquícia el maig de 1975. L'estudi no va quedar impressionat amb les idees que es van proposar; L'opinió de John D. F. Black era que les seves idees mai van ser "prou grans" per a l'estudi, fins i tot quan un escenari implicava la fi de l'univers. Es van desenvolupar parcialment diverses idees, incloent-hi Star Trek: The God Thing i Star Trek: Planet of the Titans. Després de la rebuda comercial de Star Wars, el juny de 1977, Paramount va donar llum verda a una nova sèrie ambientada en la franquícia titulada Star Trek: Phase II, amb Roddenberry i la major part del repartiment original, excepte Nimoy, que repetirien els seus respectius papers.
Havia de ser el programa principal d'una "quarta cadena" proposada per Paramount, però els plans per a la cadena es van descartar i el projecte es va convertir en un llargmetratge. El resultat, Star Trek: La pel·lícula, va generar problemes a l'estudi per motius pressupostaris, però va ser un èxit de taquilla. Ajustat per la inflació, va ser la tercera pel·lícula de Star Trek més taquillera, amb la pel·lícula del 2009 en primer lloc i la pel·lícula pel·lícula del 2013 en segon lloc.
El 1980, Roddenberry va presentar un tractament per a una seqüela proposada sobre la tripulació que impedia que els alienígenes klíngons frustressin l'assassinat de John F. Kennedy. Conscient del tumult que va impregnar la producció de "Star Trek: La pel·lícula", Paramount va rebutjar la proposta. Després de ser substituït en el projecte pel productor de televisió Harve Bennett, Roddenberry va ser nomenat "consultor executiu" per al projecte, un càrrec que va mantenir per a les posteriors pel·lícules de la franquícia Star Trek produïdes durant la seva vida. Segons aquest acord, va ser compensat amb uns honoraris de productor i un percentatge dels beneficis nets de la pel·lícula a canvi d'oferir notes argumentals no vinculants i de mantenir correspondència amb la comunitat de fans; per a la seva gran disgust, aquests memoràndums van ser ignorats en gran mesura per Bennett i altres productors. Un guió inicial de Star Trek 2: La còlera del Khan es va distribuir a vuit persones; Bennett va atribuir la filtració posterior de la trama de la mort de Spock a Roddenberry. Aproximadament el 20% de la trama es basava en les idees de Roddenberry.
Roddenberry va participar en la creació de la sèrie de televisió Star Trek: La nova generació, que es va estrenar amb "Trobada a Farpoint" el 28 de setembre de 1987.Se li va donar una bonificació d'1 milió de dòlars a més d'un salari per produir la sèrie, i ho va celebrar comprant un nou Rolls-Royce per 100.000 dòlars. L'acord no li donava dret a ser productor executiu de la sèrie. Paramount ja estava preocupada pel fet que el repartiment original no tornés, i tement la reacció dels fans si Roddenberry no hi participava, va acceptar la seva demanda de control de la sèrie. Roddenberry va reescriure la bíblia de la sèrie a partir d'una versió original de David Gerrold, que anteriorment havia escrit l'episodi de La sèrie original "El problema dels tribbles", i la continuació de La sèrie animada, "More Tribbles, More Troubles".

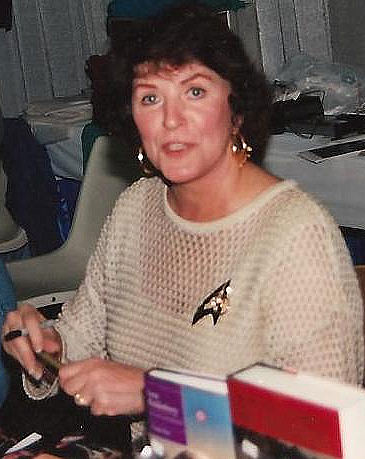
Majel Barrett a una convenció de Star Trek el 2007

Segons el productor Rick Berman, la participació de Roddenberry a La nova generació "va disminuir enormement" després de la primera temporada, però la naturalesa del seu paper cada cop més perifèric no es va revelar a causa del valor del seu nom per als fans. Tot i que Berman va dir que Roddenberry havia "gairebé deixat d'escriure i reescriure" al final de la tercera temporada, el seu últim crèdit d'escriptor a la sèrie (un crèdit co-teleplay) en realitat va ocórrer considerablement abans, apareixent a "Datalore", el 13è episodi de la primera temporada.
Tot i que va tenir èxit comercial des del seu inici, la sèrie es va veure inicialment marcada per les queixes del Sindicat de Guionistes dels Estats Units de Fontana i Gerrold, que van abandonar la sèrie en circumstàncies acrimonioses; la freqüent rotació entre l'equip de guionistes (24 guionistes van abandonar la sèrie durant les seves tres primeres temporades, el triple de la taxa mitjana de deserció per a aquest tipus sèrie); i al·legacions que l'advocat de Roddenberry, Leonard Maizlish, s'havia convertit en "l'home de contacte i representant" del productor, escrivint memoràndums fantasma, assistint a reunions i contribuint als guions tot i no formar part de l'equip. L'escriptora Tracy Tormé va descriure les primeres temporades de La nova generació sota la direcció de Roddenberry com un "manicomi".
El 1990, Nicholas Meyer va ser contractat per dirigir la sisena pel·lícula de la sèrie: Star Trek VI: The Undiscovered Country. Creativament, Meyer va xocar amb Roddenberry, que considerava que tenir prejudicis contra els klíngons a l'equip de "l'Enterprise" no encaixava amb la seva visió de l'univers. Meyer va descriure una reunió amb Roddenberry que més tard va penedir, dient

{{cita|Els seus nois estaven alineats a un costat de la sala, i els meus a l'altre costat de la sala, i aquesta no va ser una reunió en la qual sentia que m'havia comportat gaire bé, gaire diplomàticament. En vaig sortir sentint-me no gaire bé, i no m'he sentit bé des de llavors. Ell no estava bé, i potser hi havia maneres més discretes de tractar-ho, perquè al final del dia, jo anava a sortir i fer la pel·lícula. No havia d'encarregar-me'n. No va ser el meu millor moment..
A la biografia de Joel Engel, Gene Roddenberry: The Myth and the Man Behind Star Trek, afirma que Roddenberry va veure The Undiscovered Country juntament amb els productors de la pel·lícula en una projecció privada dos dies abans de la seva mort, i els va dir que havien fet una «bona feina». En canvi, les memòries de Nimoy i Shatner informen que després de la projecció, Roddenberry va trucar al seu advocat i va exigir que es tallessin una quarta part de les escenes; els productors s'hi van negar.
Roddenberry va escriure la novel·lització de Star Trek: La pel·lícula. Tot i que s'ha atribuït incorrectament a diversos altres autors (sobretot Alan Dean Foster), va ser la primera d'una sèrie de centenars de novel·les basades en "Star Trek" publicades per Pocket Books de Simon & Schuster, la companyia matriu de la qual també era propietària de Paramount Pictures Corporation. Anteriorment, Roddenberry va treballar de manera intermitent en "The God Thing", una novel·la proposada basada en el seu guió rebutjat de 1975 per a una pel·lícula de "Star Trek" de baix pressupost (de 3 a 5 milions de dòlars) que va precedir el desenvolupament de "Phase II" durant el 1976. Els intents de completar el projecte per part de Walter Koenig, Susan Sackett, Fred Bronson, i Michael Jan Friedman han demostrat ser inviables per diverses raons legals i estructurals.

## Vida personal
Mentre era al Los Angeles City College, Roddenberry va començar a sortir amb Eileen-Anita Rexroat. Es van prometre abans que Roddenberry marxés de Los Angeles durant el seu servei militar, i es van casar el 20 de juny de 1942 a la capella de Kelly Field. Van tenir dues filles, Darleen Anita i Dawn Allison. Durant la seva estada al Departament de Policia de Los Angeles, se sabia que Roddenberry havia tingut aventures amb personal de secretaria. Abans del seu treball a Star Trek, va començar relacions amb Nichelle Nichols i Majel Barrett. Nichols va escriure sobre la seva relació a la seva autobiografia Beyond Uhura només després de la mort de Roddenberry. En aquell moment, Roddenberry volia mantenir una relació oberta amb ambdues dones, però Nichols, reconeixent la devoció de Barrett per ell, va posar fi a l'afer, ja que ella no volia ser "l'altra dona per a l'altra dona".
Barrett i Roddenberry tenien un apartament junts durant les primeres setmanes de Star Trek. Havia planejat divorciar-se d'Eileen després de la primera temporada de la sèrie, però quan es va renovar, ho va ajornar, per por de no tenir prou temps per afrontar tant el divorci com Star Trek. Es va mudar de la casa familiar el 9 d'agost de 1968, dues setmanes després del casament de la seva filla Darleen. El 1969, mentre buscava llocs al Japó per a l'MGM per a "Pretty Maids All in a Row", va proposar matrimoni a Barrett per telèfon. Es van casar en una cerimònia xintoista, ja que Roddenberry havia considerat "sacríleg" que un ministre americà al Japó celebrés la cerimònia. Roddenberry i Barrett van tenir un fill junts, Eugene Jr., conegut comunament i professionalment com a Rod Roddenberry, el febrer de 1974.
Des del 1975 fins a la seva mort, Roddenberry va mantenir una relació extramatrimonial amb la seva assistent executiva, Susan Sackett.

### Opinions religioses
Roddenberry va créixer com a Baptista del Sud; tanmateix, de gran, va rebutjar la religió i es considerava un humanista. Va començar a qüestionar la religió cap als 14 anys i va arribar a la conclusió que era "una ximpleria". De petit, va servir al cor de la seva església local, però sovint substituïa la lletra mentre cantava himnes. Al principi de la seva carrera com a escriptor, va rebre un premi de la Convenció Baptista Americana per "escriure hàbilment la veritat cristiana i l'aplicació dels principis cristians en guions de televisió comercials i dramàtics". Durant diversos anys, va mantenir correspondència amb John M. Gunn del Consell Nacional d'Esglésies sobre l'aplicació dels ensenyaments cristians en sèries de televisió. Tanmateix, Gunn va deixar de respondre després que Roddenberry escrivís en una carta: "Però heu d'entendre que sóc un pagà complet i consumeixo enormes quantitats de pa, havent trobat a la Paraula més espècies que aliment, així que m'interessa una declaració expressada en dòlars i centaus del que això significa per al tresor de Roddenberry".
Roddenberry va dir del cristianisme: "Com puc prendre'm seriosament una imatge de Déu que requereix que em prosterni cada set dies i la lloï? Això em sona com una personalitat molt insegura". En un moment donat, va incorporar una opinió similar, que havia de ser expressada per un vulcanià, a la trama de "Star Trek: The God Thing". Tenia un menyspreu similar pel judaisme. Tot i haver treballat estretament amb escriptors i estrelles jueus com ara Shatner, Nimoy i Koenig per a la sèrie, Nimoy va dir de Roddenberry: "Gene era antisemita, clarament", matisant que Roddenberry era antireligiós, veient els jueus com un grup religiós, i afegint "però vaig veure exemples no sols de [Roddenberry] practicant l'antisemitisme, sinó també d'ell sent insensible a les diferències d'altres persones". Igual que amb el cristianisme, Roddenberry va rebutjar de manera similar que hi hagués principis o al·lusions deliberadament jueves incloses a "Star Trek", dient a un periodista: "Vosaltres, els jueus, teniu el lamentable hàbit d'identificar aquelles característiques d'una societat que considereu positives i després atribuir-vos el mèrit d'inventar-les".
Abans de la seva mort, Roddenberry va fer amistat íntima amb el filòsof Charles Musès, qui va dir que les opinions de Roddenberry estaven "molt lluny de l'ateisme". Roddenberry va explicar la seva postura així: «No és cert que no cregui en Déu. Crec en una mena de Déu. Simplement no és el Déu dels altres. Rebutjo la religió. Accepto la noció de Déu». Tenia un interès continu en les experiències d'altres persones amb la religió, i va anomenar el catolicisme «una religió molt bonica. Una forma d'art». No obstant això, va dir que descartava totes les religions organitzades, dient que, en la seva major part, actuaven com un "cervell substitut... i un  funcionant molt malament". Roddenberry també va criticar la manera com el públic veia certes religions, assenyalant que quan va tenir lloc l'atemptat  de l'Hotel King David el 1946, el públic americà ho va acceptar com l'acció de combatents per la llibertat, mentre que un cotxe bomba per part d'un musulmà a Beirut es condemna com un acte terrorista. Si bé va estar d'acord que ambdues parts es van equivocar en el seu ús de la violència, va dir que les accions de totes dues es van dur a terme a causa de les seves fortes creences religioses.
Segons Ronald D. Moore, Roddenberry "creia fermament que les religions contemporànies de la Terra desapareixerien al segle XXIII". Brannon Braga va dir que Roddenberry va fer saber als guionistes de Star Trek i Star Trek: La nova generació que la religió, la superstició i el pensament místic no s'hi havien d'incloure. Fins i tot una menció del matrimoni en un guió d'un dels primers episodis de La nova generació va fer que Roddenberry renyés els guionistes. Nicholas Meyer va dir que Star Trek havia evolucionat "cap a una mena de paral·lel secular a la missa catòlica". Roddenberry va comparar la franquícia amb la seva pròpia filosofia dient: «Enteneu que «Star Trek» és més que la meva filosofia política, la meva filosofia racial, la meva visió general de la vida i la condició humana». Va ser guardonat amb el Premi d'Arts Humanistes de 1991 de l'Associació Humanista Estatunidenca.

## Declivi de la salut i mort
A finals de la dècada de 1980, era probable que Roddenberry patís les primeres manifestacions de malaltia cerebrovascular i encefalopatia com a resultat del seu ús recreatiu de drogues legals i il·lícites durant molt de temps, incloent-hi alcohol, metaqualona, metilfenidat, Dexamyl i cocaïna (que havia utilitzat regularment des de la producció de Star Trek: La pel·lícula). Roddenberry també va utilitzar cànnabis durant molts anys, tot i que el seu impacte acumulatiu en la seva salut encara no està clar. Durant gran part de la seva carrera, havia utilitzat estimulants de manera rutinària per treballar durant la nit amb guions, especialment amfetamines. Els efectes d'aquestes substàncies es van veure agreujats per interaccions nocives amb diabetis, hipertensió arterial i receptes d'antidepressius.
Roddenberry va patir un ictus en una reunió familiar a Tallahassee, Florida, el setembre de 1989, La seva salut va empitjorar encara més, i finalment va haver d'utilitzar una cadira de rodes. El seu braç dret va quedar paralitzat després d'un altre ictus a principis d'octubre de 1991, cosa que li va causar dolor continu a mesura que els músculs començaven a atrofiar-se. També li va causar problemes de visió a l'ull dret i li va costar comunicar-se amb frases completes. A les 14:00 del 24 d'octubre, va assistir a una cita amb el seu metge, el Dr. Ronald Rich, a Santa Monica, Califòrnia. Va arribar a l'edifici amb el seu personal i va començar a pujar fins al novè pis amb l'ascensor. Quan van arribar al cinquè pis, va començar a tenir dificultats per respirar i el van portar amb cadira de rodes a la consulta del metge, on el van reclinar i una infermera li va administrar oxigen. Van enviar a buscar Barrett. Quan va arribar, va sostenir Roddenberry mentre l'animava a respirar. Va patir una aturada cardiopulmonar a la consulta del metge poc després. Es va intentar la RCP sense cap efecte, i van arribar els paramèdics per portar-lo a l'altra banda del carrer fins al Santa Monica Medical Center, on va ser declarat mort. Tenia 70 anys.
El funeral es va organitzar per a l'1 de novembre, amb el públic convidat al servei commemoratiu al Hall of Liberty, dins del Forest Lawn Memorial Park, a Hollywood Hills. Va ser un servei secular; Roddenberry havia estat incinerat abans de l'esdeveniment. Més de 300 fans de "Star Trek" van assistir i es van situar a la secció del balcó de la sala, mentre que els convidats eren a nivell del terra. Nichelle Nichols va cantar dues vegades durant la cerimònia, primer "Yesterday", i després una cançó que ella mateixa va escriure titulada "Gene". Ambdues cançons havien estat sol·licitades per Barrett. Diverses persones van parlar al memorial, incloent-hi Ray Bradbury, Whoopi Goldberg, E. Jack Neuman, i Patrick Stewart. La cerimònia va ser clausurada per dos gaiters amb faldilla tocant "Amazing Grace" mentre s'emetia un missatge gravat de Roddenberry. Un pas aeri de quatre avions, en la formació d'home desaparegut, va seguir uns 30 minuts més tard. Després de la seva mort, Star Trek: La nova generació va emetre un episodi en dues parts de la cinquena temporada, anomenat "Unificació", que incloïa una dedicatòria a Roddenberry.
El testament de Roddenberry va deixar la major part del seu patrimoni de 30 milions de dòlars a Barrett en un fideïcomís. També va deixar diners als seus fills i a la seva primera esposa, Eileen. Tanmateix, la seva filla Dawn va impugnar el testament, argumentant que Barrett tenia una influència indeguda sobre el seu pare. En una audiència celebrada el 1993, el Tribunal Superior de Los Angeles va dictaminar que existien irregularitats en la gestió del fideïcomís i va destituir Barrett com a executor. En una altra decisió, el tribunal va determinar que Roddenberry havia amagat actius de "Star Trek" a la Norway Corporation per mantenir els fons allunyats de la seva primera esposa, i va ordenar el pagament del 50% d'aquests actius a Eileen, així com danys punitius. El 1996, el Tribunal d'Apel·lació de Califòrnia va dictaminar que el testament original, que establia que qualsevol que l’impugnés seria desheretat, es mantindria. Com a resultat, Dawn va perdre 500.000 dòlars de l'herència, així com una part del fideïcomís després de la mort de Barrett. El tribunal d'apel·lació també va anul·lar la decisió anterior d'atorgar a la primera esposa de Roddenberry, Eileen, el 50% dels seus béns. El jutge va qualificar aquesta decisió com una "que mai hauria d'haver estat".

### Vol espacial
El 1992, algunes de les cendres de Roddenberry van ser transportades a l'espai i van tornar a la Terra, en la missió Transbordador espacial Columbia STS-52. El 21 d'abril de 1997, una nau espacial Celestis amb 7,5 grams de les restes cremades de Roddenberry, juntament amb les de Timothy Leary, Gerard K. O'Neill i 21 persones més, va ser llançada a l'òrbita terrestre com a part de la missió Minisat 01 a bord d'un coet Pegasus XL des d'una ubicació propera a les Illes Canàries. El 20 de maig de 2002, l'òrbita de la nau espacial es va deteriorar i es va desintegrar a l'atmosfera. Inicialment es va planejar un altre vol per llançar més de les seves cendres a l'espai profund, juntament amb les de Barrett, que va morir el 2008. A diferència dels vols anteriors, la intenció era que el vol no tornés cremant-se a l'atmosfera terrestre. La càrrega útil inclouria les cendres de James Doohan a més de les dels Roddenberry i diverses altres persones, i estava previst que volés el 2016 a l'experiment de vela solar Sunjammer, però el projecte es va cancel·lar el 2014. Celestis va reprogramar el seu llançament per al 2020 i, més tard, el va reprogramar per al juny de 2022, la propera missió comercial disponible a l'espai profund. Una mostra de les restes cremades de la parella se segellarà en una càpsula especialment dissenyada per resistir els viatges espacials. Una nau espacial portarà la càpsula, juntament amb els homenatges digitalitzats dels fans, al vol "Enterprise Flight" de Celestis. El vol també contindrà les cendres de Nichelle Nichols i Douglas Trumbull. El vol "Enterprise Flight" de Celestis es va llançar amb èxit des de Cape Canaveral, Florida el 8 de gener de 2024.

## Llegat
El 1985, Gene Roddenberry va ser el primer guionista de televisió a rebre una estrella al Passeig de la Fama de Hollywood.Quan es va llançar el Sci-Fi Channel, la primera emissió va ser una dedicatòria a dos "pioners de la ciència-ficció": Isaac Asimov i Roddenberry. El cràter Roddenberry de Mart porta el seu nom, igual que l'asteroide 4659 Roddenberry. Roddenberry i «Star Trek» s'han citat com a inspiració per a altres franquícies de ciència-ficció, i George Lucas atribueix a la sèrie el mèrit de permetre la producció de «Star Wars». J. Michael Straczynski, creador de la franquícia Babylon 5, va apreciar Star Trek entre altres sèries de ciència-ficció i "el que tenien a dir sobre qui som i cap a on anem".
David Alexander va col·laborar amb Roddenberry en una biografia durant dues dècades. Tiulada Star Trek Creator, fou publicada el 1995. El llibre d'Yvonne Fern Gene Roddenberry: The Last Conversation detallava una sèrie de converses que va tenir amb Roddenberry durant els darrers mesos de la seva vida. A l'octubre de 2002, es va col·locar una placa al lloc de naixement de Roddenberry a El Paso, Texas.El districte escolar independent d'El Paso va anomenar el planetari de Roddenberry, de 12 metres i 120 seients, en el seu honor. El planetari ha estat recentment modernitzat i traslladat al nord-est d'El Paso. El Saló de la Fama de la Ciència Ficció va incloure Roddenberry el 2007, i el Saló de la Fama de la Televisió el gener de 2010.
En commemoració del centenari de Roddenberry a l'agost de 2021, la NASA va utilitzar la seva Xarxa de l'Espai Profund per transmetre una gravació de Roddenberry de 1976 cap a la direcció del sistema estel·lar 40 d'Eridà (l'amfitrió del planeta fictici Vulcà). El senyal arribarà a l'estrella a principis del 2038.
El setembre de 2023, un gènere d'aranyes, Roddenberryus, va rebre el seu nom. Els dos investigadors van declarar que "va inspirar generacions de nens a seguir carreres científiques".

### Sèries de televisió pòstumes
Star Trek: Deep Space Nine ja estava en desenvolupament quan Roddenberry va morir. Berman va dir que, tot i que mai va discutir les idees per a la sèrie, Roddenberry li va donar la benedicció per dur-la a terme. Berman va dir més tard: "No crec que el segle XXIV sigui com Gene Roddenberry creia que seria, que la gent estarà lliure de la pobresa i la cobdícia. Però si vols escriure i produir per a "Star Trek", has de creure-t'ho." A principis de 1996, Majel Barret-Roddenberry va descobrir els guions d'una sèrie anomenada Battleground Earth. El projecte va ser enviat als distribuïdors per la Creative Artists Agency, i va ser escollit per Tribune Entertainment, que va fixar el pressupost en més d'1 milió de dòlars per episodi. La sèrie va ser rebatejada com a Earth: Final Conflict abans del seu llançament i es va estrenar el 1997, sis anys després de la mort de Gene; Es va emetre durant cinc temporades i 110 episodis fins al 2002.
A partir de les notes de Roddenberry es van desenvolupar dues idees més per a sèries, Genesis II i Andromeda. Després d'una comanda inicial de dues temporades, els 110 episodis dAndromeda es van emetre durant cinc temporades, del 2000 al 2005. Tribune també va treballar en una altra sèrie de Roddenberry. Titulada Starship; la productora pretenia llançar-lo a través de la ruta de la xarxa en lloc de la redifusió. Rod Roddenberry, president de Roddenberry Productions, va anunciar el 2010, durant la inducció pòstuma del seu pare al Saló de l'Acadèmia d'Arts i Ciències de la Televisió Fame, que pretenia portar "The Questor Tapes" a la televisió. Rod estava desenvolupant la sèrie juntament amb Imagine Television. Rod crearia la pel·lícula de dues hores per a televisió Trek Nation pel que fa a l'impacte de l'obra del seu pare.

### Premis i nominacions
La majoria dels premis i nominacions que va rebre Roddenberry al llarg de la seva carrera estaven relacionats amb "Star Trek". Va ser acreditat per "Star Trek" durant les nominacions a dos Premis Emmy, i va guanyar dos premis Hugo. Un Hugo va ser un premi especial per a la sèrie, mentre que un altre va ser per a "El zoo", l'episodi que utilitzava imatges del pilot original no emès de Star Trek, "La gàbia". A més, va rebre el Premi Brotherhood de la National Association for the Advancement of Colored People pel seu treball en la promoció dels personatges afroamericans a la televisió. Star Trek, va acabar el 1969; va ser nominat als Premis Hugo per Genesis II i The Questor Tapes. el 1974 i el 1975, respectivament. Després de la seva mort el 1991, va ser guardonat pòstumament amb el Premi en memòria Robert A. Heinlein de la National Space Society i el Premi Memorial George Pal als Premis Saturn, així com amb la Medalla al Servei Públic Excepcional de la NASA.